# Pansio-Jyrkkälä
Pansio-Jyrkkälä est un district de Turku en Finlande. 

## Quartiers de Pansio-Jyrkkälä
Le district est composée de 4 quartiers.
- 72.Artukainen,
- 73.Pahaniemi,
- 74.Perno,
- 75.Pansio,

et d'une partie de 
- Pitkämäki
- Ruissalo

Le quartier est desservi par la valtatie 8 et par la seututie 185.

## Galerie

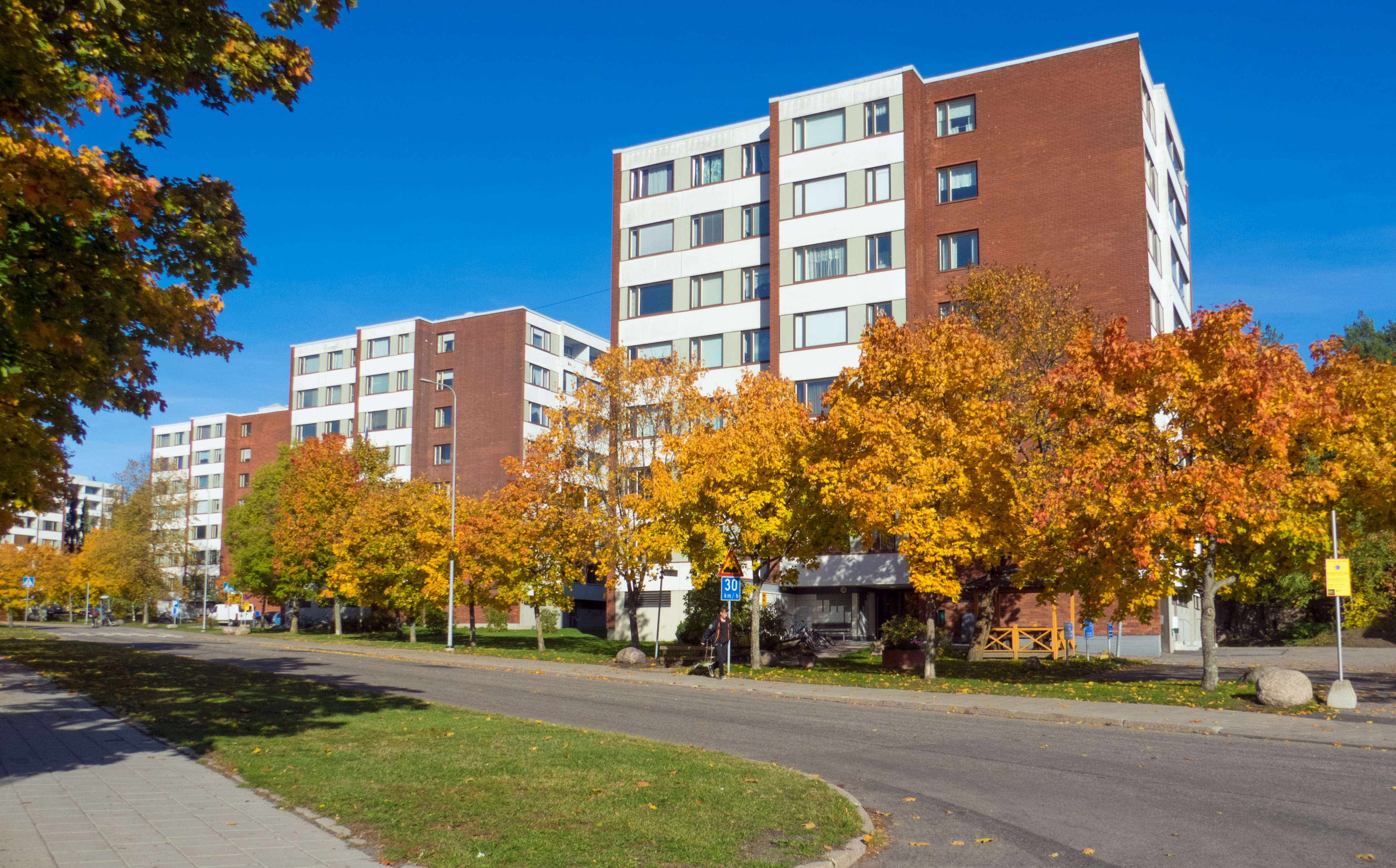
Lumikonkatu à Pansio.
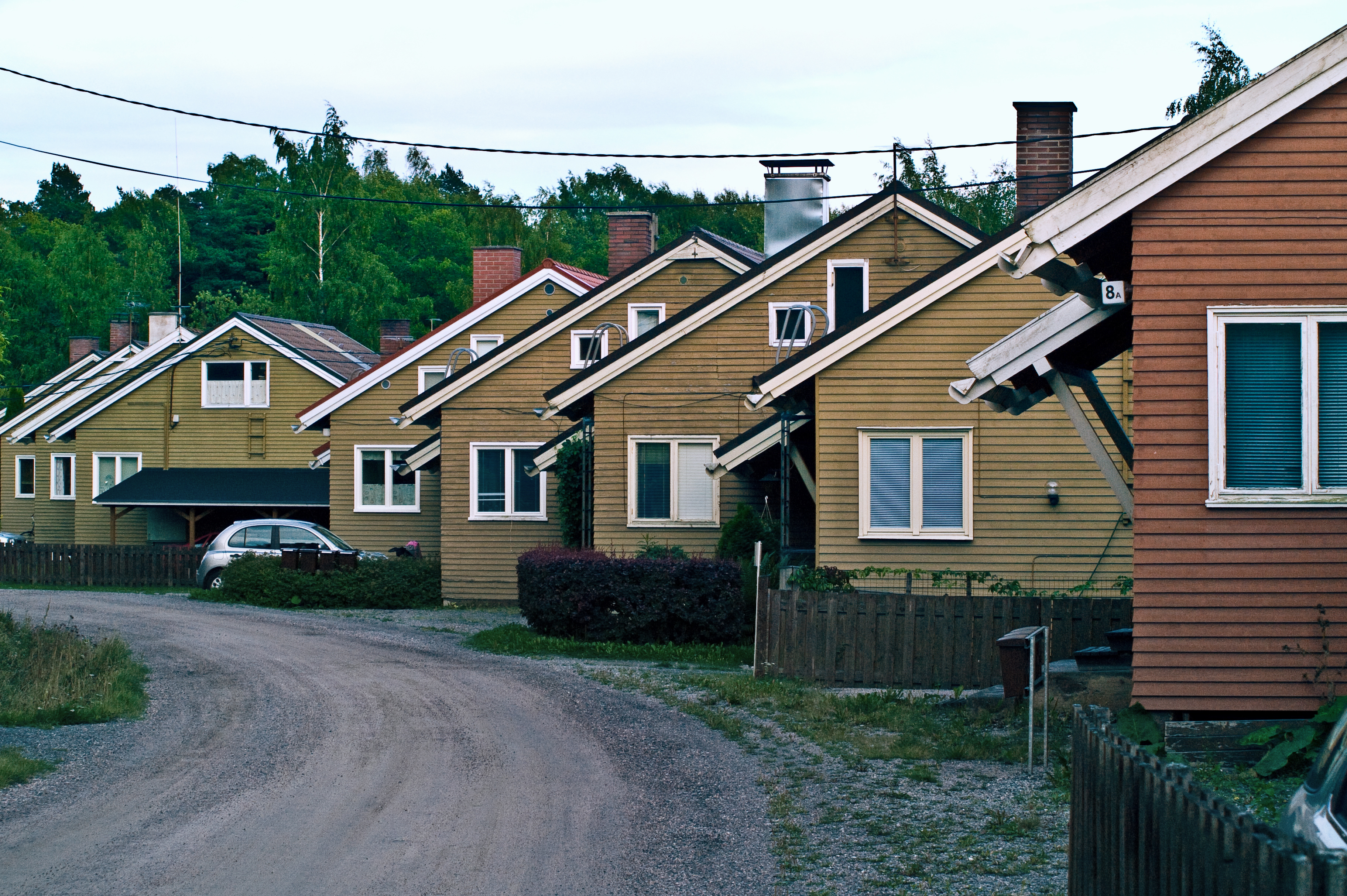
Maisons des ouvriers du chantier naval d'Erik Bryggman.